# Encholirium disjunctum
Encholirium disjunctum är en gräsväxtart som beskrevs av Rafaela Campostrini Forzza. Encholirium disjunctum ingår i släktet Encholirium och familjen Bromeliaceae. Inga underarter finns listade i Catalogue of Life.